# Markéta Hronková
Markéta Hronková (* 1976) je česká lidskoprávní aktivistka se zaměřením na migraci a ženská práva.

## Život
Narodila se roku 1976. Po absolvování francouzského gymnázia Lycée Alphonse Daudeta v jihofrancouzském Nîmes (1991–1994) studovala na Právnické fakultě Západočeské univerzity v Plzni (1995–1999).
Po dokončení studia v letech 1999–2003 pracovala v Poradně pro uprchlíky Českého helsinského výboru, a to zprvu jako právní poradkyně, později jako fundraiserka. V říjnu 2003 se stala spoluředitelkou Slovensko-českého ženského fondu, a to pro Českou republiku, zatímco spoluředitelkou pro Slovensko byla Viera Klementová. Byla také členkou správní rady Mezinárodní sítě nezávislých ženských fondů. V roce 2012 se také stala členkou správní rady Sdružení pro integraci a migraci (nástupnické organizace Poradny pro uprchlíky).
V dubnu 2014 opustila ředitelskou pozici ve fondu a zůstala v něm působit jako členka správní rady. V té době nastoupila do funkce ředitelky obecně prospěšné společnosti La Strada Česká republika.